# Anguillonema rhizomorphoides
Anguillonema rhizomorphoides är en rundmaskart. Anguillonema rhizomorphoides ingår i släktet Anguillonema och familjen Neotylenchidae. Inga underarter finns listade i Catalogue of Life.